# Dyskografia Metalliki
Dyskografia Metalliki składa się z albumów, singli, filmów i innego typu wydawnictw.
Istniejąc od 1981 roku, zespół wydał dziesięć albumów studyjnych z których największą popularność osiągnęło wydawnictwo z 1991 r. zatytułowane Metallica. Płyta dotarła na 1. pozycję krajowych zestawień sprzedaży albumów w Stanach Zjednoczonych i Wielkiej Brytanii do dziś osiągając w tych krajach sprzedaż na poziomie – odpowiednio – 16 milionów i 300 tysięcy kopii. Dodatkowo, w porównaniu z Wielką Brytanią, album zyskał większą popularność w Kanadzie, gdzie jego sprzedaż osiągnęła milion kopii. Dyskografię grupy wyróżnia również wydany w 1999 album/film S&M będący wspólnym koncertem Metalliki wraz z Michaelem Kamenem dyrygującym Orkiestrą Symfoniczną z San Francisco.
W przeciwieństwie do wielu zespołów czy wykonawców, Metallica nie wydała kompilacji zestawiającej jej "najlepsze utwory". Grupa wydała dwie kompilacje: Live Shit: Binge & Purge z 1993 zawierający trzy koncerty (jeden z 1993 w wersji "audio", dwa z 1989 i 1992 w wersji "wideo") oraz Garage, Inc. z 1998 składające się wyłącznie z coverów, jak i dwa minialbumy: zawierający również tylko covery Garage Days Re-Revisited wydany w 1987, wycofany ze sprzedaży na początku lat ’90, oraz dodany później do Garage, Inc. i Some Kind of Monster składający się w większości z utworów z poprzedniego singla/minialbumu Metalliki, "The Unnamed Feeling", które nie mają nic wspólnego z filmem Some Kind of Monster.
Metallica do dziś wydała 30 singli i dodatkowych 16 singli wydanych wyłącznie w celach promocyjnych. Ze wszystkich 46 singli, do 25 z nich zostały nagrane teledyski. Single zespołu najlepsze lokaty osiągały na rockowym zestawieniu w USA: 6 singli trafiło na szczyt listy, a do czołowej 10. dostało się kolejnych 10 singli. Wliczając wymienione wcześniej Live Shit: Binge & Purge i S&M, na dyskografię Metalliki składa się jeszcze 9 filmów. Wśród filmów wyróżniającym tytułem jest – mający swoją premierę kinową – wspomniany już Some Kind of Monster ukazujący sesję nagraniową albumu St. Anger.
Liczba sprzedanych kopii albumów Metalliki na całym świecie wynosi ponad 150 milionów egzemplarzy. Składa się na nią m.in. ponad 99 milionów 500 tysięcy sprzedanych kopii w samych Stanach Zjednoczonych.

## Albumy
| 1983                           | Kill ’Em All - Data: 25 lipca 1983 - Wydawca: Megaforce - Format: CD, CS, LP                                              | 120 | –  | 246 | 55 | –  | 129 | –  | 28 | 12 | –  | –  | –  | –  | –  | USA: 3× platyna CAN: 2× platyna UK: platyna ARG: platyna POL: platyna                                                                      |
| 1984                           | Ride the Lightning - Data: 27 lipca 1984 - Wydawca: Megaforce - Format: CD, CS, LP                                        | 100 | 87 | 201 | 37 | –  | 126 | –  | 22 | 9  | 40 | –  | –  | –  | 33 | USA: 5× platyna CAN: 2× platyna UK: złoto ARG: platyna POL: platyna                                                                        |
| 1986                           | Master of Puppets - Data: 3 marca 1986 - Wydawca: Elektra - Format: CD, CS, LP                                            | 29  | 41 | 120 | 33 | 18 | 111 | –  | 14 | 7  | 34 | 54 | 31 | –  | 20 | USA: 6× platyna CAN: 4× platyna UK: 2× platyna ARG: 2× platyna POL: platyna                                                                |
| 1988                           | …And Justice for All - Data: 25 sierpnia 1988 - Wydawca: Elektra - Format: CD, CS, LP                                     | 6   | 4  | 11  | 16 | 7  | 12  | 39 | 5  | 8  | 8  | 13 | 5  | 36 | –  | USA: 8× platyna CAN: 5× platyna UK: złoto GER: złoto ARG: 2× platyna POL: platyna                                                          |
| 1991                           | Metallica - Data: 12 sierpnia 1991 - Wydawca: Elektra - Format: CD, CS, LP, DVD-A                                         | 1   | 1  | 3   | 1  | 1  | 5   | 1  | 1  | 4  | 1  | 1  | 1  | 1  | 9  | USA: diament (16 x platyna) AUS: 11× platyna CAN: 11× platyna UK: platyna GER: platyna ARG: 9× platyna POL: platyna (1991). platyna (2019) |
| 1996                           | Load - Data: 4 czerwca 1996 - Wydawca: Elektra - Format: CD, CS, LP                                                       | 1   | 1  | 3   | 1  | 1  | 1   | 9  | 1  | 1  | 1  | 1  | 1  | 1  | –  | USA: 5× platyna BRA: złoto CAN: 4× platyna UK: złoto GER: platyna ARG: platyna POL: platyna                                                |
| 1997                           | Reload - Data: 18 listopada 1997 - Wydawca: Elektra - Format: CD, CS, LP                                                  | 1   | 4  | 11  | 2  | 1  | 1   | 1  | 1  | 1  | 1  | 2  | 1  | 1  | –  | USA: 3× platyna AUS: 2× platyna CAN: 2× platyna UK: złoto GER: platyna ARG: platyna POL: platyna                                           |
| 2003                           | St. Anger - Data: 5 czerwca 2003 - Wydawca: Elektra - Format: CD, CS, LP                                                  | 1   | 3  | 1   | 1  | 2  | 1   | 2  | 1  | 1  | 1  | 1  | 1  | 1  | 1  | USA: 2× platyna AUS: 2× platyna BRA: złoto CAN: 2× platyna UK: złoto GER: 2× platyna ARG: złoto POL: złoto                                 |
| 2008                           | Death Magnetic - Data: 12 września 2008 - Wydawca: Warner Bros. - Format: CD, CS, LP, digital download                    | 1   | 1  | 3   | 1  | 1  | 1   | 1  | 1  | 1  | 1  | 1  | 1  | 1  | 1  | USA: 2× platyna AUS: 2× platyna CAN: 4× platyna UK: złoto GER: 2× platyna ARG: platyna BRA: złoto POL: diament                             |
| 2016                           | Hardwired...To Self-Destruct - Data: 18 listopada 2016 - Wydawca: Blackened Recordings - Format: CD, LP, digital download | 1   | 2  | 5   | 1  | 1  | 1   | 1  | 1  | 1  | 1  | 1  | 1  | 1  | 1  | USA: platyna CAN: platyna AUS: złoto UK: złoto GER: platyna POL: diament                                                                   |
| 2023                           | 72 Seasons - Data: 14 kwietnia 2023 - Wydawca: Blackened Recordings - Format: CD, LP                                      |     |    |     |    |    |     |    |    |    |    |    |    |    |    | GER: złoto POL: platyna |
| "–" pozycja nie była notowana. | |     |    |     |    |    |     |    |    |    |    |    |    |    |    | |

### Minialbumy
| 1987                           | Garage Days Re-Revisited - Data: 21 sierpnia 1987 - Wydawca: Elektra - Format: CD, LP, CS | 28 | –  | –  | USA: platyna CAN: złoto |
| 2004                           | Some Kind of Monster - Data: 13 lipca 2004 - Wydawca: Elektra - Format: CD                | 37 | 40 | 71 |                         |
| 2012                           | Beyond Magnetic - Data: 30 stycznia 2012 - Wydawca: Warner Bros. - Format: CD             | 29 | –  | –  |                         |
| "–" pozycja nie była notowana. |                                                                                           |    |    |    |                         |

### Kompilacyjne
| Rok  | Album                                                                      | Pozycja na liście | Pozycja na liście | Pozycja na liście | Pozycja na liście | Pozycja na liście | Pozycja na liście | Pozycja na liście | Pozycja na liście | Pozycja na liście | Pozycja na liście | Pozycja na liście | Pozycja na liście | Pozycja na liście | Certyfikaty                  |
| Rok  | Album                                                                      | US                | UK                | JPN               | AUS               | NZ                | AUT               | BEL               | FIN               | FRA               | SWI               | SWE               | NLD               | NOR               | Certyfikaty                  |
| ---- | -------------------------------------------------------------------------- | ----------------- | ----------------- | ----------------- | ----------------- | ----------------- | ----------------- | ----------------- | ----------------- | ----------------- | ----------------- | ----------------- | ----------------- | ----------------- | ---------------------------- |
| 1998 | Garage, Inc. - Data: 24 listopada 1998 - Wydawca: Elektra - Format: CD, LP | 1                 | 29                | 18                | 2                 | 3                 | 3                 | 9                 | 1                 | 9                 | 10                | 1                 | 8                 | 1                 | USA: 5× platyna POL: platyna |

### Współpraca
| Rok  | Album                                                                                             | Pozycja na liście | Pozycja na liście | Pozycja na liście | Pozycja na liście | Pozycja na liście | Pozycja na liście | Pozycja na liście | Pozycja na liście | Pozycja na liście | Pozycja na liście | Pozycja na liście | Pozycja na liście | Pozycja na liście | Pozycja na liście |
| Rok  | Album                                                                                             | US                | UK                | JPN               | AUS               | NZ                | AUT               | BEL               | FIN               | FRA               | SWI               | SWE               | NLD               | NOR               | POL               |
| ---- | ------------------------------------------------------------------------------------------------- | ----------------- | ----------------- | ----------------- | ----------------- | ----------------- | ----------------- | ----------------- | ----------------- | ----------------- | ----------------- | ----------------- | ----------------- | ----------------- | ----------------- |
| 2011 | Lulu (z Lou Reedem) - Data: 31 października 2011 - Wydawca: Warner Bros. Records - Format: CD, LP | 36                | 36                | –                 | 33                | 12                | 11                | 14                | 16                | 23                | 14                | 9                 | 17                | 11                | 6                 |

### Koncertowe
| Rok                            | Album | Pozycja na liście | Pozycja na liście | Pozycja na liście | Pozycja na liście | Pozycja na liście | Pozycja na liście | Pozycja na liście | Pozycja na liście | Pozycja na liście | Pozycja na liście | Pozycja na liście | Pozycja na liście | Pozycja na liście | Pozycja na liście | Certyfikaty                                                              |
| Rok                            | Album | US                | UK                | JPN               | AUS               | SWI               | AUT               | FRA               | BEL               | DEN               | SWE               | FIN               | NOR               | GER               | POL               | Certyfikaty                                                              |
| ------------------------------ | --- | ----------------- | ----------------- | ----------------- | ----------------- | ----------------- | ----------------- | ----------------- | ----------------- | ----------------- | ----------------- | ----------------- | ----------------- | ----------------- | ----------------- | ------------------------------------------------------------------------ |
| 1993                           | Live Shit: Binge & Purge - Data: 23 listopada 1993 - Wydawca: Elektra - Format: CD, DVD, VHS                                                         | 26                | –                 | 38                | 18                | –                 | –                 | –                 | –                 | –                 | 149               | 81                | 32                | 68                | –                 | US: 15× platyna                                                          |
| 1999                           | S&M - Data: 23 listopada 1999 - Wydawca: Elektra - Format: CD, DVD, LP                                                                               | 1                 | 33                | 26                | 1                 | 3                 | 7                 | 2                 | 1                 | 3                 | 1                 | 2                 | 1                 | 1                 | 38                | US: 5× platyna AUS: 6x platyna GER: platyna BRA: platyna POL: 2x platyna |
| 2009                           | Orgullo, Pasión y Gloria: Tres Noches en la Ciudad de México - Data: 30 listopada 2009 - Wydawca: Universal Music Records - Format: CD, DVD, Blu-Ray | –                 | –                 | –                 | –                 | –                 | –                 | –                 | –                 | –                 | –                 | –                 | –                 | –                 | –                 | BRA: 2x platyna                                                          |
| 2010                           | The Big Four: Live from Sofia, Bulgaria - Data: 15 października 2010 - Wydawca: Universal Music Records - Format: Blu-Ray, DVD, CD                   | –                 | –                 | –                 | 71                | 63                | 1                 | –                 | –                 | –                 | –                 | –                 | –                 | 4                 | –                 |                                                                          |
| 2020                           | S&M2 - Data: 28 sierpnia 2020 - Wydawca: Blackened - Format: Blu-Ray, DVD, CD                                                                        | –                 | –                 | –                 | –                 | –                 | –                 | –                 | –                 | –                 | –                 | –                 | –                 | –                 | –                 | POL: złoto                                                               |
| "–" pozycja nie była notowana. | |                   |                   |                   |                   |                   |                   |                   |                   |                   |                   |                   |                   |                   |                   |                                                                          |

## Box sety
| Rok  | Album                                                                                    |
| ---- | ---------------------------------------------------------------------------------------- |
| 1990 | The Good, the Bad and the Live - Data: 1990 - Format: LP                                 |
| 2004 | Metallica: Vinyl Box Set - Data: 23 listopada 2004 - Format: LP                          |
| 2009 | The Metallica Collection - Data: 14 kwietnia 2009 - Format: digital download             |
| 2016 | Kill 'Em All Deluxe Box Set - Data: 15 kwietnia 2016 - Format: LP, CD                    |
| 2016 | Ride The Lightning Deluxe Box Set - Data: 15 kwietnia 2016 - Format: LP                  |
| 2016 | Hardwired... To Self-Destruct Deluxe Box Set 3 LP - Data: 16 listopada 2016 - Format: LP |
| 2017 | Master of Puppets Deluxe Box Set - Data: 10 listopada 2017 - Format: LP                  |
| 2018 | …And Justice for All Deluxe Box Set - Data: 2 listopada 2018 - Format: LP                |

## Single
| Rok                            | Tytuł                       | Pozycja na liście | Pozycja na liście | Pozycja na liście | Pozycja na liście | Pozycja na liście | Pozycja na liście | Pozycja na liście | Pozycja na liście | Pozycja na liście | Pozycja na liście | Pozycja na liście | Pozycja na liście | Pozycja na liście | Pozycja na liście | Pozycja na liście | Pozycja na liście | RIAA cert. | Album                       |
| Rok                            | Tytuł                       | US                | US Main.          | US Mod.           | UK                | AUS               | FRA               | CAN               | SWE               | FIN               | DEN               | NOR               | GER               | AUT               | SWI               | NLD               | NZ                | RIAA cert. | Album                       |
| ------------------------------ | --------------------------- | ----------------- | ----------------- | ----------------- | ----------------- | ----------------- | ----------------- | ----------------- | ----------------- | ----------------- | ----------------- | ----------------- | ----------------- | ----------------- | ----------------- | ----------------- | ----------------- | ---------- | --------------------------- |
| 1983                           | "Whiplash"                  | –                 | –                 | –                 | –                 | –                 | –                 | –                 | –                 | –                 | –                 | –                 | –                 | –                 | –                 | –                 | –                 |            | Kill 'Em All                |
| 1983                           | "Jump in the Fire"          | –                 | –                 | –                 | –                 | –                 | –                 | –                 | –                 | –                 | –                 | –                 | –                 | –                 | –                 | –                 | 30                |            | Kill 'Em All                |
| 1984                           | "Fade to Black"             | –                 | –                 | –                 | –                 | –                 | –                 | –                 | –                 | –                 | –                 | –                 | –                 | –                 | 100               | –                 | –                 | złoto      | Ride The Lightning          |
| 1984                           | "Creeping Death"            | –                 | –                 | –                 | –                 | –                 | –                 | –                 | –                 | –                 | –                 | –                 | –                 | –                 | –                 | –                 | –                 |            | Ride The Lightning          |
| 1985                           | "For Whom the Bell Tolls"   | –                 | –                 | –                 | –                 | –                 | –                 | –                 | –                 | –                 | –                 | –                 | –                 | –                 | –                 | –                 | –                 | złoto      | Ride The Lightning          |
| 1986                           | "Master of Puppets"         | –                 | –                 | –                 | –                 | –                 | –                 | –                 | –                 | –                 | –                 | –                 | –                 | –                 | –                 | –                 | –                 | złoto      | Master Of Puppets           |
| 1986                           | "Battery"                   | –                 | –                 | –                 | –                 | –                 | –                 | –                 | –                 | –                 | –                 | –                 | –                 | –                 | –                 | –                 | –                 |            | Master Of Puppets           |
| 1986                           | "Welcome Home (Sanitarium)" | –                 | –                 | –                 | –                 | –                 | –                 | –                 | –                 | –                 | –                 | –                 | –                 | –                 | –                 | –                 | –                 |            | Master Of Puppets           |
| 1988                           | "Eye of the Beholder"       | –                 | –                 | –                 | 27                | –                 | –                 | –                 | –                 | –                 | –                 | –                 | –                 | –                 | –                 | –                 | –                 |            | …And Justice for All        |
| 1988                           | "…And Justice for All"      | –                 | –                 | –                 | –                 | –                 | –                 | –                 | –                 | –                 | –                 | –                 | –                 | –                 | –                 | –                 | –                 |            | …And Justice for All        |
| 1988                           | "Harvester of Sorrow"       | –                 | –                 | –                 | 20                | –                 | –                 | –                 | –                 | –                 | –                 | –                 | –                 | –                 | –                 | –                 | 30                |            | …And Justice for All        |
| 1989                           | "One"                       | 35                | 46                | –                 | 13                | 5                 | –                 | –                 | 3                 | –                 | –                 | 4                 | 31                | –                 | 22                | 3                 | 13                | złoto      | …And Justice for All        |
| 1991                           | "Enter Sandman"             | 16                | 10                | –                 | 5                 | 10                | –                 | 1                 | 14                | –                 | –                 | 1                 | 9                 | –                 | 11                | 10                | 8                 | platyna    | Metallica                   |
| 1991                           | "Don't Tread on Me"         | –                 | 7                 | –                 | –                 | –                 | –                 | –                 | –                 | –                 | –                 | –                 | –                 | –                 | –                 | –                 | –                 |            | Metallica                   |
| 1991                           | "The Unforgiven"            | 35                | 10                | –                 | 15                | 10                | 28                | –                 | 32                | –                 | –                 | –                 | 47                | –                 | –                 | 25                | 24                | złoto      | Metallica                   |
| 1992                           | "Nothing Else Matters"      | 34                | 11                | –                 | 6                 | 8                 | 10                | 41                | 12                | 14                | 23                | 3                 | 2                 | 6                 | 5                 | 4                 | 11                | złoto      | Metallica                   |
| 1992                           | "Wherever I May Roam"       | 82                | 25                | –                 | 25                | 14                | 10                | –                 | 28                | –                 | 26                | 2                 | 30                | –                 | –                 | 22                | 8                 |            | Metallica                   |
| 1992                           | "Sad But True"              | 98                | 15                | –                 | 20                | 48                | –                 | –                 | 31                | –                 | –                 | 5                 | 42                | –                 | –                 | 10                | 42                |            | Metallica                   |
| 1996                           | "Until It Sleeps"           | 10                | 1                 | 27                | 5                 | 1                 | –                 | 5                 | 1                 | 1                 | –                 | 2                 | 15                | 12                | 22                | 5                 | 11                | złoto      | Load                        |
| 1996                           | "Ain’t My Bitch"            | –                 | 15                | –                 | –                 | –                 | –                 | –                 | –                 | –                 | –                 | –                 | –                 | –                 | –                 | –                 | –                 |            | Load                        |
| 1996                           | "Hero of the Day"           | 60                | 1                 | –                 | 17                | 2                 | –                 | –                 | 10                | 3                 | –                 | 8                 | 39                | 29                | –                 | 25                | 21                |            | Load                        |
| 1996                           | "Mama Said"                 | –                 | –                 | –                 | 19                | 24                | –                 | –                 | 24                | 4                 | –                 | 14                | –                 | –                 | –                 | 58                | –                 |            | Load                        |
| 1997                           | "King Nothing"              | 90                | 6                 | –                 | –                 | –                 | –                 | 67                | –                 | –                 | –                 | –                 | –                 | –                 | –                 | –                 | –                 |            | Load                        |
| 1997                           | "Bleeding Me"               | –                 | 6                 | –                 | –                 | –                 | –                 | –                 | –                 | –                 | –                 | –                 | –                 | –                 | –                 | –                 | –                 |            | Load                        |
| 1997                           | "The Memory Remains"        | 28                | 3                 | –                 | 13                | 6                 | –                 | –                 | 4                 | 1                 | –                 | 3                 | 20                | 20                | 30                | 15                | 23                |            | ReLoad                      |
| 1998                           | "The Unforgiven II"         | 59                | 2                 | –                 | 15                | 9                 | 89                | –                 | 8                 | 1                 | –                 | 8                 | 23                | 18                | –                 | 16                | 22                |            | ReLoad                      |
| 1998                           | "Better Than You"           | –                 | 7                 | –                 | –                 | –                 | –                 | –                 | –                 | –                 | –                 | –                 | –                 | –                 | –                 | –                 | –                 |            | ReLoad                      |
| 1998                           | "Fuel"                      | –                 | 6                 | –                 | 31                | 2                 | –                 | –                 | 49                | 5                 | –                 | –                 | 57                | –                 | –                 | 53                | 35                |            | ReLoad                      |
| 1998                           | "Turn the Page"             | 102               | 1                 | 39                | –                 | 11                | –                 | 83                | 13                | 7                 | –                 | 11                | 23                | 19                | –                 | 42                | 22                |            | Garage Inc.                 |
| 1999                           | "Whiskey in the Jar"        | 124               | 4                 | –                 | 29                | 14                | –                 | –                 | 15                | 16                | –                 | 4                 | 23                | 30                | 55                | 47                | 41                |            | Garage Inc.                 |
| 1999                           | "Die, Die My Darling"       | –                 | 26                | –                 | –                 | 82                | –                 | –                 | –                 | –                 | –                 | –                 | –                 | –                 | –                 | –                 | –                 |            | Garage Inc.                 |
| 1999                           | "No Leaf Clover"            | 74                | 1                 | 18                | –                 | 41                | –                 | –                 | 50                | –                 | –                 | 9                 | 40                | –                 | 99                | –                 | –                 |            | S&M                         |
| 2000                           | "I Disappear"               | 76                | 1                 | 11                | 35                | 20                | 45                | –                 | 25                | 2                 | –                 | 8                 | 14                | 25                | 20                | 36                | –                 |            | Mission: Impossible II      |
| 2003                           | "St. Anger"                 | 107               | 2                 | 17                | 9                 | 15                | –                 | 24                | 9                 | 5                 | 4                 | 6                 | 15                | 17                | 28                | 12                | 38                |            | St. Anger                   |
| 2003                           | "Frantic"                   | –                 | 21                | 22                | 16                | 22                | 59                | –                 | 13                | 4                 | 6                 | 5                 | 21                | 30                | 57                | 22                | 23                |            | St. Anger                   |
| 2004                           | "The Unnamed Feeling"       | –                 | 28                | –                 | 42                | 23                | 60                | –                 | 37                | 2                 | 3                 | 10                | 24                | 42                | 47                | 20                | –                 |            | St. Anger                   |
| 2004                           | "Some Kind of Monster"      | –                 | 19                | –                 | –                 | –                 | –                 | –                 | –                 | 5                 | –                 | –                 | –                 | –                 | –                 | –                 | –                 |            | St. Anger                   |
| 2007                           | "The Ecstasy of Gold"       | –                 | 21                | –                 | –                 | –                 | –                 | –                 | –                 | –                 | –                 | –                 | –                 | –                 | –                 | –                 | –                 |            | We All Love Ennio Morricone |
| 2008                           | "The Day That Never Comes"  | 31                | 1                 | 5                 | 19                | 18                | –                 | 1                 | 3                 | 1                 | 3                 | 1                 | –                 | 25                | 32                | 20                | 14                | złoto      | Death Magnetic              |
| 2008                           | "My Apocalypse"             | 67                | 38                | –                 | 51                | 38                | –                 | 28                | 15                | 3                 | 15                | 9                 | –                 | 56                | –                 | 33                | –                 |            | Death Magnetic              |
| 2008                           | "Cyanide"                   | 50                | 1                 | 19                | 48                | 48                | –                 | 19                | 14                | 3                 | 23                | 15                | –                 | –                 | –                 | –                 | –                 |            | Death Magnetic              |
| 2008                           | "The Judas Kiss"            | 112               | –                 | –                 | 79                | –                 | –                 | 71                | 44                | 20                | –                 | 13                | –                 | –                 | –                 | –                 | –                 |            | Death Magnetic              |
| 2008                           | "All Nightmare Long"        | –                 | 9                 | –                 | –                 | 90                | 55                | –                 | 44                | 11                | –                 | –                 | 15                | 51                | –                 | 7                 | –                 |            | Death Magnetic              |
| 2009                           | "Broken, Beat & Scarred"    | –                 | 15                | –                 | –                 | 75                | 36                | –                 | –                 | 4                 | –                 | –                 | 35                | 74                | –                 | 25                | –                 |            | Death Magnetic              |
| "–" pozycja nie była notowana. |                             |                   |                   |                   |                   |                   |                   |                   |                   |                   |                   |                   |                   |                   |                   |                   |                   |            |                             |

### Inne notowane utwory
| 2008                           | "Remember Tomorrow"       | –   | 32 | –  | –  | –  | –   | Maiden Heaven: A Tribute to Iron Maiden |
| 2008                           | "The Unforgiven III"      | 114 | –  | 41 | 89 | 9  | 120 | Death Magnetic                          |
| 2008                           | "That Was Just Your Life" | –   | –  | –  | –  | 16 | –   | Death Magnetic                          |
| "–" pozycja nie była notowana. |                           |     |    |    |    |    |     |                                         |

## Teledyski
| Rok  | Tytuł                      | Reżyseria                      |
| ---- | -------------------------- | ------------------------------ |
| 1989 | "One"                      | Bill Pope, Michael Salomon     |
| 1991 | "Enter Sandman"            | Wayne Isham                    |
| 1991 | "The Unforgiven"           | Matt Mahurin                   |
| 1992 | "Nothing Else Matters"     | Adam Dubin                     |
| 1992 | "Wherever I May Roam"      | Wayne Isham                    |
| 1992 | "Sad But True"             | Wayne Isham                    |
| 1996 | "Until It Sleeps"          | Samuel Bayer                   |
| 1996 | "Hero of the Day"          | Anton Corbijn                  |
| 1996 | "Mama Said"                | Anton Corbijn                  |
| 1997 | "King Nothing"             | Matt Mahurin                   |
| 1997 | "The Memory Remains"       | Paul Andresen                  |
| 1998 | "The Unforgiven II"        | Matt Mahurin                   |
| 1998 | "Fuel"                     | Wayne Isham                    |
| 1998 | "Turn the Page"            | Jonas Åkerlund                 |
| 1999 | "Whiskey in the Jar"       | Jonas Åkerlund                 |
| 1999 | "No Leaf Clover"           | Wayne Isham                    |
| 2000 | "I Disappear"              | Wayne Isham                    |
| 2003 | "St. Anger"                | The Malloys                    |
| 2003 | "Frantic"                  | Wayne Isham                    |
| 2004 | "The Unnamed Feeling"      | The Malloys                    |
| 2004 | "Some Kind of Monster"     | Bruce Sinofsky                 |
| 2008 | "The Day That Never Comes" | Peter Hjors, Thomas Vinterberg |
| 2008 | "All Nightmare Long"       | Roboshobo                      |
| 2009 | "Broken, Beat & Scarred"   | Wayne Isham                    |
| 2016 | "Hardwired"                | Colin Shane Hakes              |
| 2016 | "Moth Into Flame"          | Tom Kirk                       |
| 2016 | "Atlas, Rise!"             | Clark Eddy                     |
| 2016 | "Dream No More"            | Tom Kirk                       |
| 2016 | "Confusion"                | Claire Marie Vogel             |
| 2016 | "ManUNkind"                | Jonas Åkerlund                 |
| 2016 | "Now That We're Dead"      | Herring & Herring              |
| 2016 | "Here Comes Revenge"       | Jessica Cope                   |
| 2016 | "Am I Savage?"             | Herring & Herring              |
| 2016 | "Halo On Fire"             | Herring & Herring              |
| 2016 | "Murder One"               | Robert Valley                  |
| 2016 | "Spit Out The Bone"        | Phil Mucci                     |
| 2016 | "Lords Of Summer"          | Brett Murray                   |

## Wideografia
| 1987                           | Cliff 'Em All! - Data: 4 grudnia 1987 - Wydawca: Elektra - Format: VHS, DVD                                                                          | 20 | USA: 4× platyna                             |
| 1989                           | 2 of One - Data: 20 czerwca 1989 - Wydawca: Elektra - Format: VHS                                                                                    | 31 | USA: platyna                                |
| 1992                           | A Year and a Half in the Life of Metallica - Data: 12 sierpnia 1992 - Wydawca: Elektra - Format: VHS, DVD                                            | 26 | USA: 3× platyna                             |
| 1993                           | Live Shit: Binge & Purge - Data: 23 listopada 1993 - Wydawca: Elektra - Format: VHS, DVD, CD                                                         | 27 | USA: 15× platyna                            |
| 1998                           | Cunning Stunts - Data: 8 grudnia 1998 - Wydawca: Elektra - Format: VHS, DVD                                                                          | 3  | USA: 3× platyna POL: złoto                  |
| 1999                           | S&M - Data: 23 listopada 1999 - Wydawca: Elektra - Format: VHS, DVD, CD                                                                              | 14 | USA: 6× platyna BRA: platyna                |
| 2001                           | Classic Albums: Metallica – Metallica - Data: 6 listopada 2001 - Wydawca: Elektra - Format: DVD                                                      | –  | USA: platyna CAN: złoto                     |
| 2006                           | The Videos 1989–2004 - Data: 5 grudnia 2006 - Wydawca: Warner Bros. - Format: DVD                                                                    | 1  | CAN: złoto POL: złoto                       |
| 2009                           | Français Pour Une Nuit - Data: 23 listopada 2009 - Wydawca: Universal Music Records - Format: DVD, Blu-Ray                                           | –  | –                                           |
| 2009                           | Orgullo, Pasión y Gloria: Tres Noches en la Ciudad de México - Data: 30 listopada 2009 - Wydawca: Universal Music Records - Format: DVD, Blu-Ray, CD | –  | ARG: platyna BRA: 2x platyna                |
| 2010                           | The Big Four: Live from Sofia, Bulgaria - Data: 29 października 2010 - Wydawca: Universal Music - Format: DVD, Blu-Ray                               | 1  | US: 2x platyna BRA: platyna POL: 3x platyna |
| 2012                           | Quebec Magnetic - Data: 11 grudnia 2012 - Wydawca: Blackened Recordings - Format: DVD, Blu-Ray                                                       | 2  | POL: platyna                                |
| "–" pozycja nie była notowana. | |    |                                             |

## Inne

### Dema
| Informacje |
| --- |
| Hit the Lights - Demo tytułowego utworu. Zostało nagrane w dwóch wersjach; różnią się jedynie gitarowymi solówkami. W pierwszej gra ją Lloyd Grant, w drugiej Dave Mustaine. - Nagrane: koniec 1981 (pierwsza wersja); marzec 1982 (druga wersja) |
| Ron McGovney's '82 Garage Demo - Demo nagrane – jak nazwa wskazuje – w garażu ówczesnego basisty Metalliki, Rona McGovneya. - Nagrane: marzec 1982                                                                                                |
| Power Metal - Kolejne nagranie zarejestrowane w garażu Rona McGovneya. - Nagrane: kwiecień 1982 |
| No Life 'Til Leather - 7-utworowe demo. Niektóre z piosenek na tym demie zostały nagrane w podobnej formie na Kill ’Em All. - Nagrane: lipiec 1982                                                                                                |
| Metallica Live: Metal Up Your Ass - Koncertowe demo. - Nagrane: listopad 1982 |
| Whiplash/No Remorse - Ostatnie demo przed nagraniem Kill 'Em All. - Nagrane: marzec 1983 |
| Ride the Lightning - 4-utworowe demo z piosenkami, które w podobnej wersji znalazły się na Ride the Lightning. - Nagrane: wrzesień 1983 |
| Master of Puppets - Kilka utworów zamieszczonych później na tytułowym albumie. Na demie utwory są głównie instrumentalne. - Nagrane: lipiec 1985                                                                                                  |
| …And Justice for All - Demo zawierające 10 utworów ułożonych identycznie jak na samym albumie. "Eye of the Beholder" na demie jest w dwóch wersjach. - Nagrane: listopad 1987                                                                     |
| Metallica - 6-utworowe demo. W pięciu piosenkach gra tylko James Hetfield i Lars Ulrich. - Nagrane: sierpień 1990 (pierwsze cztery utwory); październik 1990 (piąty utwór); czerwiec 1991 (szósty)                                                |
| Load - Demo na którym gra tylko Hetfield i Ulrich. Większość utworów ma jeszcze robocze tytuły. - Nagrane: między listopadem 1994 a grudniem 1995                                                                                                 |
| Reload - Demo również grane przez samego Hetfielda i Ulricha. - Nagrane: grudniem 1994 a październikiem 1995 |
| Demo Magnetic - Demo utworów z późniejszego albumu Death Magnetic. Wszystkie utwory posiadają swój tytuł roboczy. - Nagrane: między listopadem 2005 a styczniem 2007                                                                              |

### Książki
| Informacje                                                         |
| ------------------------------------------------------------------ |
| So What!: Dobrzy, wściekli i brzydcy - Opublikowana: sierpień 2004 |

### Filmy
| Informacje                                        |
| ------------------------------------------------- |
| Some Kind of Monster - Premiera: 21 stycznia 2004 |

### Współprace / Indywidualne utwory
- Sierpień 1988: "Twist of Cain" i "Possession", podczas tych utworów podkładu wokalnego udziela James Hetfield na albumie zespołu Danzig o tej samej nazwie.
- Październik 1996: "Man or Ash", Hetfield z zespołem Corrosion of Conformity na albumie Wiseblood.
- Lipiec 1997: "For Whom the Bell Tolls (The Irony of It All)" z DJ-em Spookym dla soundtracku do filmu Spawn.
- Lipiec 1997: "Satan", Kirk Hammett z zespołem Orbital, także dla soundtracku do filmu Spawn.
- Czerwiec 1999: "Hell Isn't Good", Hetfield z zespołem DVDA dla filmu South Park: Bigger, Longer & Uncut.
- Maj 2000: "I Disappear" dla soundtracku do filmu Mission: Impossible II.
- Październik 2002: "Drivin' Rain", Hetfield z zespołem Gov’t Mule na albumie The Deep End, Vol. 2.
- Styczeń 2003: "We Did It Again" z Ja Rulem i Swizz Beatzem dla soundtracku do filmu Biker Boyz.
- Luty 2003: "53rd & 3rd" dla albumu We're a Happy Family: A Tribute to the Ramones (utwory – "Commando", "Cretin Hop", "Now I Wanna Sniff Some Glue", "Today Your Love, Tomorrow the World" i "We're a Happy Family" – również zostały nagrane, ale nie zostały wykorzystane na tym albumie, więc zostały porozmieszczane na stronach-B trzech różnych wydań singla "St. Anger").
- Sierpień 2003: "Don't You Think This Outlaw Bit's Done Got Out of Hand", Hetfield dla albumu I've Always Been Crazy: A Tribute to Waylon Jennings.
- Listopad 2005: "Trinity", Hammett z Robertem Randolphem i Carlosem Santaną dla albumu zespołu Santana, All That I Am.
- Luty 2007: "The Ecstasy of Gold", cover kompozycji Ennio Morricone dla albumu We All Love Ennio Morricone.
- Lipiec 2008: "Remember Tomorrow", cover utworu Iron Maiden dla albumu Maiden Heaven: A Tribute to Iron Maiden.
- Wrzesień 2012: "When a Blind Man Cries", cover utworu Deep Purple dla albumu Re-Machined: A Tribute to Deep Purple's Machine Head[70].
- Kwiecień 2014: "Ronnie Rising Medley", medley złożony z utworów "A Light In The Black", "Tarot Woman", "Stargazer" oraz "Kill The King" dla albumu This is Your Life: A Tribute to Ronnie James Dio[71].

### Wydawnictwa poświęcone zespołowi
Niżej wymienione albumy jedynie dotyczą Metalliki, nie zostały wydane przez sam zespół.
Są to jedynie przykładowe wydawnictwa mające swój osobny opis w artykułach.
Rzeczywista liczba takich wydań jest bliżej nieokreślona.
| Informacje |
| --- |
| The Metallic-Era, Vol. 1 - Pierwsza część serii albumów ukazujących wpływ muzyki innych zespołów na Metallikę. - Wydany: 1996 - Wytwórnia: Neat Metal Records                                          |
| The Metallic-Era, Vol. 2 - Kontynuacja powyższego albumu. - Wydany: wrzesień 1999 - Wytwórnia: Neat Metal Records                                                                                      |
| |
| Master of Puppets: Remastered - Edycja albumu Master of Puppets zagrana przez inne zespoły z okazji jego 20-lecia. - Wydany: kwiecień 2006 (tylko w wydaniu czasopisma Kerrang!) - Producent: Kerrang! |